# Léa Lansade
Léa Lansade, née en 1979, est une chercheuse en éthologie, autrice également d'un ouvrage de vulgarisation scientifique intitulé Dans la tête d'un cheval.

## Biographie
Elle a soutenu sa thèse, intitulée Le tempérament du cheval : étude théorique : application à la sélection des chevaux destinés à l'équitation, en 2005.
Léa Lansade est en 2023 codirigeante de l'équipe « Cognition, éthologie et bien-être animal » de l’unité de recherche du CNRS, de l'Institut français du cheval et de l’équitation (IFCE) et de l'INRAE, à l'université de Tours. D'après Cheval Magazine, ses recherches ont permis des découvertes importantes pour la connaissance du cheval.
Jusqu'en 2020, elle mène une étude qui démontre que les chevaux disposent de capacités cognitives avancées dans la reconnaissance des visages,.
En 2022, elle participe à des recherches relatives au bien-être des chevaux pour le compte de l'IFCE. Cette même année, elle dirige une étude qui conclut que les chevaux sont particulièrement sensibles aux voix d'enfants.

## Publications
En octobre 2023, elle publie un ouvrage de vulgarisation scientifique intitulé Dans la tête d'un cheval, qui constitue une récapitulation des perceptions de cet animal et des différentes manières de comprendre son comportement et son ressenti,,. Le magazine L'Éperon qualifie cet ouvrage de « pépite ».